# Anthony Mason
Anthony George Douglas Mason (Miami, 14 dicembre 1966 – New York, 28 febbraio 2015) è stato un cestista statunitense, professionista nella NBA.

## Carriera
Iniziò la sua carriera agonistica nella Tennessee State University e fu scelto con la 58ª chiamata al Draft NBA 1988 dai Portland Trail Blazers. Essendo una scelta al terzo giro, non ottenne un contratto e andò a giocare nell'Efes Pilsen in Turchia per un anno.
Successivamente fu ingaggiato dai New Jersey Nets dove giocò solo 21 partite con 1,8 punti e 1,6 rimbalzi a partita, nel 1990 fu preso dai Denver Nuggets dove giocò solo 3 partite in tutto l'anno, terminando la stagione nella Continental Basketball Association (CBA) e nella USBL, prima di firmare nel 1991 per i New York Knicks.
Lì giocò con giocatori di livello come Patrick Ewing, Charles Oakley e Charles Smith. Con questa squadra raggiunse le finali NBA nel 1994, perse contro gli Houston Rockets di Hakeem Olajuwon. Nel 1995 vinse il NBA Sixth Man of the Year Award con medie di 14,6 punti e 9,3 rimbalzi a partita.
Nel 1996 fu ceduto agli Charlotte Hornets per Larry Johnson, qui giocò la sua stagione migliore in carriera con medie di 16,2 punti, 11,4 rimbalzi, 5,7 assist a partita in 34,1 minuti di media giocati, poi saltò l'intera stagione 1998-99.
Nel 2000 fu scambiato con i Miami Heat e fu convocato per la prima volta all'All Star Game.
Trascorse i suoi ultimi due anni di carriera nelle file dei Milwaukee Bucks, poi si ritirò nel 2003.

## Il decesso
Da diverso tempo era affetto da problemi cardiaci. Nonostante le sue condizioni di salute sembravano migliorare, muore nell'ospedale di Manhattan dov'era ricoverato nel febbraio 2015 all'età di 48 anni, a causa di un attacco cardiaco avvenuto qualche settimana prima. Il suo ultimo desiderio fu quello di parlare con Pat Riley, il coach con cui arrivò alle NBA Finals nel 1994.

## Statistiche
| * | Primo nella lega |

### NCAA
| Anno      | Squadra    | PG  | PT | MP   | TC%  | 3P%  | TL%  | RP   | AP  | PRP | SP  | PP   |
| --------- | ---------- | --- | -- | ---- | ---- | ---- | ---- | ---- | --- | --- | --- | ---- |
| 1984-1985 | TSU Tigers | 28  | -  | 28,6 | 46,9 | -    | 64,8 | 5,3  | 1,6 | 0,7 | 0,1 | 10,0 |
| 1985-1986 | TSU Tigers | 28  | -  | 32,6 | 48,2 | -    | 71,5 | 6,9  | 2,5 | 1,1 | 0,1 | 18,0 |
| 1986-1987 | TSU Tigers | 27  | -  | 35,2 | 44,8 | 34,7 | 65,9 | 9,7  | 2,5 | 1,3 | 0,5 | 18,8 |
| 1987-1988 | TSU Tigers | 28  | -  | 38,0 | 45,4 | 49,4 | 77,3 | 10,4 | 3,0 | 2,0 | 0,7 | 28,0 |
| Carriera  | Carriera   | 111 | -  | 33,6 | 46,1 | 43,8 | 71,3 | 8,1  | 2,4 | 1,3 | 0,4 | 18,7 |

### NBA

#### Regular season
| Anno      | Squadra           | PG  | PT  | MP    | TC%  | 3P%   | TL%  | RP   | AP  | PRP | SP  | PP   |
| --------- | ----------------- | --- | --- | ----- | ---- | ----- | ---- | ---- | --- | --- | --- | ---- |
| 1989-1990 | N.J. Nets         | 21  | 0   | 5,1   | 35,0 | -     | 60,0 | 1,6  | 0,3 | 0,1 | 0,1 | 1,8  |
| 1990-1991 | Denver Nuggets    | 3   | 0   | 7,0   | 50,0 | -     | 75,0 | 1,7  | 0,0 | 0,3 | 0,0 | 3,3  |
| 1991-1992 | N.Y. Knicks       | 82  | 0   | 26,8  | 50,9 | -     | 64,2 | 7,0  | 1,3 | 0,6 | 0,2 | 7,0  |
| 1992-1993 | N.Y. Knicks       | 81  | 0   | 30,6  | 50,2 | -     | 68,2 | 7,9  | 2,1 | 0,5 | 0,2 | 10,3 |
| 1993-1994 | N.Y. Knicks       | 73  | 12  | 26,1  | 47,6 | 0,0   | 72,0 | 5,8  | 2,1 | 0,4 | 0,1 | 7,2  |
| 1994-1995 | N.Y. Knicks       | 77  | 11  | 32,4  | 56,6 | 0,0   | 64,1 | 8,4  | 3,1 | 0,9 | 0,3 | 9,9  |
| 1995-1996 | N.Y. Knicks       | 82  | 82  | 42,2* | 56,3 | -     | 72,0 | 9,3  | 4,4 | 0,8 | 0,4 | 14,6 |
| 1996-1997 | Charlotte Hornets | 73  | 73  | 43,1* | 52,5 | 33,3  | 74,5 | 11,4 | 5,7 | 1,0 | 0,5 | 16,2 |
| 1997-1998 | Charlotte Hornets | 81  | 80  | 38,9  | 50,9 | 0,0   | 64,9 | 10,2 | 4,2 | 0,8 | 0,2 | 12,8 |
| 1999-2000 | Charlotte Hornets | 82  | 81  | 38,2  | 48,0 | 0,0   | 74,6 | 8,5  | 4,5 | 0,9 | 0,4 | 11,6 |
| 2000-2001 | Miami Heat        | 80  | 80  | 40,7  | 48,2 | -     | 78,1 | 9,6  | 3,1 | 1,0 | 0,3 | 16,1 |
| 2001-2002 | Milwaukee Bucks   | 82  | 82  | 38,3  | 50,5 | 100,0 | 69,7 | 7,9  | 4,2 | 0,7 | 0,3 | 9,6  |
| 2002-2003 | Milwaukee Bucks   | 65  | 58  | 32,6  | 48,6 | 0,0   | 71,8 | 6,4  | 3,2 | 0,5 | 0,2 | 7,2  |
| Carriera  | Carriera          | 882 | 559 | 34,7  | 50,9 | 16,7  | 70,9 | 8,3  | 3,4 | 0,7 | 0,3 | 10,9 |
| All-Star  | All-Star          | 1   | 1   | 20,0  | 0,0  | -     | -    | 4,0  | 1,0 | 1,0 | 0,0 | 0,0  |

#### Play-off
| Anno     | Squadra           | PG | PT | MP    | TC%   | 3P% | TL%   | RP   | AP  | PRP | SP  | PP   |
| -------- | ----------------- | -- | -- | ----- | ----- | --- | ----- | ---- | --- | --- | --- | ---- |
| 1992     | N.Y. Knicks       | 12 | 0  | 24,0  | 44,2  | -   | 78,6  | 6,3  | 0,8 | 0,2 | 0,7 | 5,0  |
| 1993     | N.Y. Knicks       | 15 | 0  | 34,0  | 59,0  | -   | 63,2  | 7,3  | 2,7 | 0,7 | 0,4 | 12,5 |
| 1994     | N.Y. Knicks       | 25 | 0  | 26,4  | 48,9  | -   | 71,4  | 5,8  | 1,8 | 0,6 | 0,2 | 7,6  |
| 1995     | N.Y. Knicks       | 11 | 0  | 32,0  | 60,8* | 0,0 | 62,3  | 6,2  | 2,2 | 0,5 | 0,5 | 9,5  |
| 1996     | N.Y. Knicks       | 8  | 8  | 43,8  | 52,6  | -   | 67,9  | 7,8  | 3,3 | 0,5 | 0,1 | 12,6 |
| 1997     | Charlotte Hornets | 3  | 3  | 43,7  | 42,1  | -   | 53,8  | 12,0 | 3,0 | 0,3 | 0,3 | 13,0 |
| 1998     | Charlotte Hornets | 9  | 9  | 40,8  | 57,6  | 0,0 | 59,5  | 7,9  | 3,4 | 0,9 | 0,0 | 15,4 |
| 2000     | Charlotte Hornets | 4  | 4  | 44,8* | 47,4  | 0,0 | 70,0  | 9,8  | 5,5 | 1,0 | 0,0 | 12,5 |
| 2001     | Miami Heat        | 3  | 3  | 32,7  | 38,5  | 0,0 | 100,0 | 3,0  | 1,3 | 0,3 | 0,0 | 5,3  |
| 2003     | Milwaukee Bucks   | 6  | 0  | 26,7  | 41,2  | -   | 69,2  | 3,3  | 0,2 | 0,5 | 0,2 | 3,8  |
| Carriera | Carriera          | 96 | 27 | 32,2  | 52,4  | 0,0 | 66,8  | 6,6  | 2,2 | 0,6 | 0,3 | 9,5  |

#### Massimi in carriera
- Massimo di punti: 31 vs Toronto Raptors (31 marzo 2000)[3]
- Massimo di rimbalzi: 22 vs Dallas Mavericks (25 febbraio 1997)
- Massimo di assist: 12 (3 volte)
- Massimo di palle rubate: 5 (3 volte)
- Massimo di stoppate: 4 vs Boston Celtics (12 gennaio 1996)
- Massimo di minuti giocati: 53 (2 volte)

## Palmarès
- All-USBL First Team (1991)
- USBL All-Defensive Team (1991)
- Miglior rimbalzista USBL (1991)
- NBA Sixth Man of the Year (1995)
- All-NBA Third Team (1997)
- NBA All-Defensive Second Team (1997)
- NBA All-Star (2001)